# Agalliopsis furcata
Agalliopsis furcata är en insektsart som beskrevs av Nielson och Carolina Godoy 1995. Agalliopsis furcata ingår i släktet Agalliopsis och familjen dvärgstritar. Inga underarter finns listade i Catalogue of Life.